# سن خوان باوتیستا توکستپک
سن خوان باوتیستا توکستپک (به اسپانیایی: San Juan Bautista Tuxtepec) از شهرهای کشور مکزیک است که در ایالت اوآخاکا قرار دارد و جمعیت آن طبق سرشماری سال ۲۰۱۰ میلادی ۱۰۱٬۸۱۰ نفر بوده است.